# SADAT International Defense Consultancy Inc.
SADAT Inc. International Defense Consultancy es una organización paramilitar privada con sede en Estambul, Turquía. Es la primera empresa de consultoría militar nacional del país, fundada en 2012 por el ex general de brigada de las Fuerzas Armadas de Turquía (FAT), Adnan Tanriverdi. Tanriverdi había sido expulsado del Ejército en 1997 por sus inclinaciones islamistas. La compañía opera en el Medio Oriente y brinda servicios tales como entrenamiento militar y antiterrorista, consultoría de defensa y adquisición de armamento. La misión y el propósito de SADAT siguen envueltos en controversia, enfrentando acusaciones de grupos en contra del Partido Justicia y Desarrollo (AKP). Estas acusaciones van desde apoyar el establecimiento de un ejército privado leal al presidente Recep Tayyip Erdoğan a apoyar a movimientos islamistas. Mantiene una estrecha comunicación y cooperación con la Organización Nacional de Inteligencia de Turquía (MIT).

## Perfil de la compañía
El ex general Adnan Tanriverdi, junto con 23 oficiales y suboficiales de las Fuerzas Armadas Turcas, crearon SADAT el 28 de febrero de 2012. La organización mantuvo un Consejo de administración que incluye a Tanriverdi y a otros cuatro miembros. Su hijo, Mehli Tanriverdi, es el presidente actual de la junta directiva. La compañía emplea a entre 50 y 200 exmiembros de las Fuerzas Armadas Turcas y la Gendarmería. 
La misión de la compañía se define como "establecer la conexión entre los países islámicos en el sentido de defensa e industrias militares, para asistir el mundo islámico a tomar el rango que se merece entre las grandes potencias, proporcionándoles servicios con respecto a la organización de fuerzas armadas, asesoría de defensa, formación militar, y logística."

## Servicios ofrecidos
- Consultoría:
  - Para fuerzas armadas: evalúa las amenazas militares contra los países, define las posibilidades de “estrategias y recursos defensivos” y organiza las Fuerzas Armadas de los países contra posibles amenazas militares.
  - Para fuerzas de seguridad: análisis sobre las condiciones actuales, establecimientos, equipos, registros, personal y situaciones ya pasadas de cuerpos policiales y de interior.
- Entrenamiento:
  - Para unidades militares
    - Entrenamiento militar convencional
    - Entrenamiento militar no convencional: proporciona formación sobre emboscadas, incursiones, controles de carreteras, destrucción, sabotaje y operaciones de rescate/ secuestro.
    - Entrenamiento de fuerzas especiales

  - Para unidades policiales
    - Inteligencia
    - Contraterrorismo
    - Explosivos, demoliciones y desactivación de bombas
    - Crimen
    - Investigación de la escena criminal
    - Delitos organizados y contrabando
    - Tráfico
    - Controles de pasaporte
    - Registros / Archivo y documentación
    - Servicios de protección VIP

- Logística y mantenimiento

## Controversias

### Conexión con el presidente Erdogan y el AKP
Después del golpe de Estado de 2016, el presidente Erdogan nombró Adnan Tanriverdi consejero militar en jefe. Esta decisión fue criticada por la oposición que denunció que Erdogan quería dotarse de una "milicia privada." Sin embargo, Tanriverdi tuvo que dimitir meses después al afirmar en una conferencia que el Mahdi volvería y que SADAT estaba preparando el terreno para su llegada.

### Entrenamiento a yihadistas
Diversas fuentes declaran que SADAT está entrenando elementos islamistas en Siria y otras ubicaciones de Oriente Medio. Estas ubicaciones incluyen Somalia y Catar, donde Turquía ha establecido centros de formación militar y ha firmado acuerdos de colaboración con sus gobiernos.

## Operaciones

### Siria
SADAT ha participado en el entrenamiento de milicias de la oposición siria.

### Libia
El Mando de África (AFRICOM) estima que hay mercenarios sirios en Libia luchando en las filas del Gobierno Acuerdo Nacional entrenados por oficiales de SADAT.

### Nagorno-Karabaj
Armenia acusó al gobierno turco de transportar mercenarios sirios a la segunda guerra del Alto Karabaj, aunque el gobierno azerí ha negado las acusaciones.